# 人民網
人民網（じんみんもう）は、中国共産党中央委員会の機関紙『人民日報』で知られる中華人民共和国のメディア、人民日報社が1997年1月1日に開設したニュースを主体とするネット情報交流プラットフォームである。1998年12月1日に日本サイト1周年を記念して日本語版を開始した。
日本語版と日本版があり、日本語版では中国で発生した重大ニュース、中国の経済、社会、科学教育、文化、観光などの情報を日本語で提供するニュースサイト、いっぽう日本版は日本・中日関係の報道を専門に中国語で提供するニュースサイトである。特に政治欄では、米国や日本の動きについて、頻繁に言及しており中国の立場を主張する姿勢を一貫している。